# Karl Marginson
Karl Marginson (* 11. listopadu 1970 Manchester) je anglický fotbalový manažer a bývalý fotbalista, v současné době manažer FC United of Manchester.

## Fotbalová kariéra
Jako hráč hrál za fotbalové kluby Blackpool, Rotherham United a Macclesfield Town. Má také rozsáhlé zkušenosti s ne-ligovými fotbalovými týmy v severozápadní Anglii, kde hrál za Salford City, Hyde United, Stalybridge Celtic, Barrow, Chorley, Droylsden a Curzon Ashton.

## Manažerská kariéra
Dne 22. června 2005 byl jmenován jako vůbec první manažer FC United of Manchester. Joz Mitten doporučil, aby vedl tým k okamžitému úspěchu a dosáhl postupu v každé ze svých prvních třech sezón.